# Sharp Corporation
Sharp Corporation (シャープ株式会社 Shāpu Kabushiki-gaisha) (TYO: 6753
, Osaka SE: 6753, Nagoya SE: 6753) er en japansk multinational virksomhed der designer og fremstiller elektronikprodukter. Hovedsædet er i Abeno-ku, Osaka, Japan. Koncernen havde omkring 55.580 ansatte over hele verden i juni 2011 og en omsætning på 2.455 mia. yen. Virksomheden er grundlagt i september 1912 og fik sit navn efter grundlæggerens første opfindelse Ever-Sharp en stiftblyant, opfundet af Tokuji Hayakawa (早川 徳次) i 1915. Siden da har den udviklet sig til en af verdens ledende elektronikvirksomheder. Sharp er verdens femtestørste producent af fladskærmstv.

## Historie
Tokuji Hayakawa (早川 徳次) grundlagde i 1912 en smedje i Tokyo. Den første blandt mange opfindelser var et lukkespænde kaldet 'Tokubijo'. En anden af de væsentlige opfindelser var stiftblyanten Ever-Sharp i 1915, som virksomheden tog navn efter. Efter at blyantforretningen blev ødelagt af Store Kantō-jordskælvet i 1923, så blev virksomheden flyttet til Osaka og design af første generations japanske radioer blev påbegyndt. De kom på markedet i 1925. I 1953 begyndte Sharp at producere fjernsyn.
I 1964 udviklede Sharp verdens første transistorregnemaskine, som blev prissat til 535.000 Yen (ca. 8.000 kr.). Det tog Sharp adskillige år at udvikle produktet eftersom de ikke havde erfaring med regnemaskiner på daværende tidspunkt.  To år senere i 1966 introducerede Sharp sin første ICregnemaskine som benyttede 145 Mitsubishi-fremstillede bipolar ICs, til en værdi af 350.000 yen (omkring 6.000 kr.). Den første storskala lommeregner blev introduceret i 1969. Det var den første lommeregner til en pris på under 100.000 yen (mindre end 1.800 kr.), som blev vældig populær.
Andre notable produkter omfatter den første LCDregnemaskine i 1973.  LCD-teknologi som stadig er væsentlig i Sharps produkter. Sharp arbejdede tæt sammen med Nintendo gennem 1980'erne og fik licensrettigheder til produktion og udvikling af C1 NES TV (1983, senere lanceret i Nordamerika som Sharp Nintendo fjernsyn), Twin Famicom (1986), Sharp Famicom Titler (1989) og SF-1 SNES TV (1990). Alle disse enheder er blevet til samleobjekter.
Sharp's Mobile Communications division skabte verdens første kameratelefon, J-SH04, i Japan i 1997. I 2008 samarbejdede Sharp med Emblaze Mobile på udviklingen af Monolith, "...et ambitiøst projekt om at designe den ultimative holistiske mobiltelefon". Projektet medførte aldrig nogen produktlancering.
March 2012 overtog Taiwanesiske Foxconn 10 procent af aktierne i Sharp Corporation for en pris på 806 millioner USD, desuden opkøbte de 50 % af Sharps LCDskærms-fabrik i Sakai, Japan.

## Produkter
De primære teknologier og produkter inkluderer : LCD-skærme, solceller, mobiltelefoner, lyd- og billedunderholdningsudstyr, videoprojektorer, Multifunktionsprintere, mikroovne, airconditionanlæg, kasseapparater, CMOS og CCD sensorer, flashhukommelse, faxmaskiner, lommeregnere og solceller.
Nyere produkter inkluderer ViewCam, Ultra-Lite notebook PC, Zaurus personal digital assistant, Sidekick 3 og AQUOS-fladskærmtv.
Til erhvervskunderne producerer Sharp også LCD projektorer, LCDskærme og en række kopimaskiner og laserprintere, elektriske kasseapparater og elektroniske handelsløsninger.
Sharp Solar har i en årrække været ledende leverandør af silicium-baserede fotovoltaik (PV) solceller. Nu tilbydes solcelledrevne tvapparater. I Q1 2010 var virksomheden rangeret som den største producent af fotovoltaik-systemer, målt på omsætning.

## Sponsorater
Sharp var hovedsponsor for Manchester United F.C. fra 1983 og indtil 2000, i et af de længste og mest lukrative sponsorater i engelsk fodbold.